# Colina Chata
La colina Chata o rincón Chata (en inglés: Chata Hill) es una elevación de 142 m s. n. m. ubicada en el norte de la isla Soledad en las Islas Malvinas, cerca del cerro Bombilla y de la bahía de la Anunciación. Es uno de los tantos topónimos en idioma español en la isla.